# Гуэ
О вьетнамском городе см. Хюэ
Гуэ (блан) (фр. Gouais (blanc), нем. Weißer Heunisch) — технический (винный) сорт винограда, используемый для производства белых вин. Сорт был популярен в Средние века из-за своей неприхотливости, но никогда не котировался высоко. Ныне почти исчез. Обладает огромной важностью для истории виноделия из-за того, что является предком многих популярных сортов винограда, в том числе и считающихся благородными.

## История

### Первое упоминание в источниках
Скорее всего, впервые сорт упоминается в первом издании ботанического атласа «Kreutterbuch» Иеронимуса Бока, вышедшего в 1539 году. К сожалению, первое издание вышло без иллюстраций, а сорт упоминается без названия, и слишком коротко, чтобы уверенно утверждать, что это он:

…большой крупный Гуннский виноград, который известен своим быстрым ростом, некоторые называют дерьмовым виноградом.
Оригинальный текст (нем.)…die grossen feiste Hynische Drauben, welche umb ihrer schnelle würckung willen, von etlichen scheiss Drauben genandt werden.
— 
Трудно представить себе, какой ещё сорт мог бы получить такое описание, но достоверно сорт был впервые описан лишь годом позже, в 1540 году, в Швейцарии, в немецкоязычной части кантона Вале, под названием Gewess.
Несмотря на то, что во Франции сорт появился, по-видимому, гораздо раньше, чем в Швейцарии, но на французском он впервые упомянут Шарлем Этьенном и Жаном Льебо лишь в 1564 году в их совместной работе «L’agriculture et maison rustique» под названием Gouëst.
Существует несколько теорий о более раннем упоминании сорта, чуть ли не в XIII веке, но при внимательном прочтении становится понятно, что в более ранних текстах, при упоминании таких сортов винограда, как Goet или Gouais, речь идёт про какой-то другой виноград, с чёрной кожицей.

### Этимология
Существуют две версии происхождения французского названия Gouais blanc. Первая выводит название от имени некоторой французской деревни. Предлагается несколько вариантов — Gouaix в департаменте Сена и Марна, Gouais-les-Saint-Bris в департаменте Йонна, Gouex в департаменте Вьенна или Goix в департаменте Ньевр. Вторая версия выводит название от уничижительного прилагательного gou, которое в диалектах центральной и восточной Франции по смыслу означало мужицкий, крестьянский, тем самым противопоставляя Gouais blanc благородным сортам. Чёрным гуэ (гуэ-нуар) иногда называют исключительно редкий виноград Анфарине, который выращивается на территории менее гектара в департаменте Юра.
Немецкое Weißer Heunisch, то есть Белый гуннский, происходит от средневекового деления сортов винограда на благородные (франкские) и неблагородные (гуннские).

### Происхождение сорта
Вопрос происхождения сорта до сих пор не разрешён.
В период Высокого Средневековья сорт уже был широко распространён на северо-востоке нынешней Франции и на юго-западе Германии. Большинство исследователей склоняются к тому, что именно здесь, в районе Иль-де-Франса и Шампани, сорт и зародился. В пользу этой теории приводят следующие соображения:
- Наибольшее количество мутаций и клонов сорта было зарегистрировано на этой территории[1].
- Сорт дал большое количество потомков среди французских сортов и доминировал в регионе вместе с сортами группы Пино и Саваньеном[1].
- Вероятно, французское имя сорта (см. выше) происходит от одной из деревень на этой территории[1].

Другая теория базируется на наивном прочтении немецкого названия сорта Weißer Heunisch, то есть Белый гуннский. А раз так, то, мол, сорт был принесён гуннами во время Великого переселения народов, и с территории нынешней Венгрии попал на территорию нынешней Германии, и дальше, на территорию нынешней Франции. В поддержку этой теории, кроме лингвистического аргумента, приводят тот факт, что  Weißer Heunisch, это один из предков венгерского сорта Фурминт. Против этой теории выдвинуты следующие соображения:
- На территории нынешней Венгрии сорт в старину не был известен, а Фурминт — это единственный его доказанный потомок в тех краях[1].
- Виноградарство и виноделие требует оседлости, вовсе не свойственной гуннам.

Существует теория о происхождении сорта в Далмации времён Римской империи. Якобы, в период правления императора Проба, который резко расширил территории империи, на которых разрешено виноделие, сорт появился в Далмации, и дальше, через нынешнюю Венгрию, попал на территорию нынешней Германии, и дальше, на территорию нынешней Франции. Существенным возражением против этой теории является то, что на территории современной Хорватии сорт не упоминался, и не имеет ни клонов, ни потомков.

### Запреты и возрождение
Из-за крайней неприхотливости сорта, им были заняты все сложные в обработке виноградники, и постепенно он начал занимать и площади, пригодные для благородных сортов. Это привело к его доминированию уже к XV веку, и это же привело к законодательным запретам на его выращивание, первый из которых относится к 1598 году. Последовало ещё несколько запретов, но, видимо, выгоды от выращивания сорта перевешивали возможные юридические риски, и его продолжали культивировать. Сорт пытались искоренять, как минимум, до 1732 года, когда в Безансоне и в Меце были приняты очередные законы о запрете Gouais blanc. 
Нашествие филлоксеры в конце XIX века подкосило сорт. Не нашлось желающих его восстанавливать, и к началу XX века он практически исчез.
Возрождение сорта началось с 2010 года, в Швейцарии, когда винодел Жозеф-Мари Шантон (фр. Josef-Marie Chanton), услышав о возможном уничтожении исторического виноградника с Гуэ блан площадью всего лишь 0,2 Га, связался с известным ампелографом Жозе Вуйямо. Тот собрал группу из 33 энтузиастов, которые выкупили виноградник, впоследствии названный VinEsch, на котором начали культивировать исторические и непопулярные сорта винограда.

## География
К настоящему времени виноград практически исчез. Из-за его низкой ценности как технического (винного) сорта, площади виноградников, занятые сортом, во всём мире исчисляются считанными гектарами.
В Австралии, в Рутерглене, существует виноградник площадью 0,6 Га, принадлежащий винодельческой компании Chambers Rosewood Vineyards. На нём уже около ста лет выращивают Гуэ блан и производят из него вино.
В Германии винодел Георг Брюер (нем. Georg Breuer) из Рейнгау с 2007 года в незначительных количествах производит вина из Гуэ блан.
В Италии сорт выращивают в Пьемонте. На севере региона его культивируют в Валь-ди-Сузе и Пинероло, где его знают, как Превеираль (пьем. Preveiral), и в районе долины Валь Бормида, где его знают, как Лизейрет (пьем. Liseiret). На западе Пьемонта его  культивирует винодел Энцо Бергер (итал. Enzo Berger) в районе долины Валь Джерманаска. На юго-западе Пьемонта, неподалёку от Салуццо, сорт культивировал граф Алессандро Рейнери ди Ланьяско (итал. Alessandro Reyneri di Lagnasco).
Во Франции сорт культивируют на любительском уровне в Верхней Савойе, в окрестностях городка Марен.
Вероятно, самые старые посадки сорта, непрерывно существующие со средневековья, сохранились в Швейцарии. Гуэ выращивают в немецкоговорящей части кантона Вале под названием Gwäss. Среди виноделов и винодельческих хозяйств, производящих вина из сорта, можно выделить Josef-Marie Chanton, Daniela Kramberger, Lengen Weine, Weinkeller zum Leysche.

## Потомки
Исторически гуэ — один из самых важных сортов, так как дал начало множеству распространённых в наше время технических сортов винограда. В базе VIVC приводится больше ста его достоверно известных потомков , в связи с чем Гуэ-блан порой называют «казановой винограда». Перечислим лишь некоторые, чтобы проиллюстрировать историческую важность сорта:
- Австрийский белый, он же Остеррейхиш вайс = Альба Импутотато × Гуэ блан.
- Алиготе = Гуэ блан × один из сортов группы Пино.
- Арамон = Оливен нуар × Гуэ блан
- Арбуа = Гуэ блан × неизвестный сорт.
- Бахус = Гуэ блан × Каберне-фран.
- Блауфранкиш = Блау Цимметтраубе × Гуэ блан.
- Блауэр Вильдбахер = неизвестный сорт × Гуэ блан.
- Бьюнуар = Гуэ блан × один из сортов группы Пино.
- Гаме = Гуэ блан × один из сортов группы Пино.
- Граса де Котнари = Гуэ блан × неизвестный сорт.
- Гролло = Гуэ блан × неизвестный сорт.
- Димят = Пухляковский × Гуэ блан.
- Коломбар = Гуэ блан × Шенен-блан.
- Ксиномавро = Гуэ блан × неизвестный сорт.
- Мускадель = неизвестный сорт × Гуэ блан.
- Оксеруа блан = Гуэ блан × один из сортов группы Пино.
- Пти Мелье =  Гуэ блан × Траминер.
- Риболла джалла = неизвестный сорт × Гуэ блан.
- Рислинг = неизвестный сорт × Гуэ блан.
- Таубершварц = Гуэ блан × Зюссшварц (нем. Süßschwarz).
- Фоль бланш = Гуэ блан × неизвестный сорт
- Франкуша (предок Фетяски Регалы) = Альба Импутотато × Гуэ блан.
- Фурминт = Альба Импутотато × Гуэ блан.
- Шардоне = Гуэ блан × Пино-нуар.
- Эльблинг = неизвестный сорт × Гуэ блан.

## Основные характеристики
Кусты среднерослые.
Листья средние, округлые, сильнорассеченные, пятилопастные, снизу гладкие. Черешковая выемка открытая, лировидная.
Цветок обоеполый.
Грозди средние или большие, цилиндроконические, среднеплотные.
Ягоды средние или большие, округлые, белые. Кожица тонкая. Мякоть сочная.
Вызревание побегов хорошее.
Сорт среднего периода созревания.
Урожайность высокая, нестабильная.
Сорт морозоустойчив. Устойчивость к серой гнили низкая.

## Характеристика вина
Используется для приготовления простых столовых вин без выраженного аромата и вкуса, водянистых, с высокой кислотностью. Вина не обладают потенциалом к хранению. Рекомендуется употреблять молодым.

## Синонимы
Как многие старые сорта, обладает огромным количеством синонимов. В базе VIVC приводится больше 200 названий, среди которых:
Absenger, Bauernweinbeer, Bauernweinbeere Weiss, Bauernweintraube, Debela, Drobna, Best's N°4, Blanc De Serres, Boarde, Bogatyur, Bon Blanc, Bordenauer, Borzenauer, Bouillan, Bouillaud, Bouilleaud, Bouillen, Bouillenc, Bourgeois, Bourguignon, Branestraube, Branne, Burgegger Weiss, Burger, Cagnas, Cagnou, Champagner Langstielig, Colle, Coulis, Dickweisser, Dickwiss, Enfarine Blanc, Esslinger, Figuier, Foirard Blanc, Frankenthaler, Gau, Gauche Blanc, Geuche Blanc, Goe, Goet, Gohet, Goi, Goin, Goix, Got, Gouai, Gouais Jaune, Gouais Long, Gouais Rond, Gouas, Gouaulx, Gouay, Gouche, Gouche Blanche, Goue, Gouest, Gouest Sauge, Gouet Blanc, Gouette, Gouge, Gouget Blanc, Gouillaud, Gouis De Mardeuil, Gousse, Grauhuensch, Grobe, Grobes, Grobheunisch, Grobweine, Grobweisse, Gros Blanc, Grünling, Guay Jaune, Gueche Blanc, Guest Salviatum, Gueuche Blanc, Guillan, Guinlan, Guy, Guy Blanc, Gwaess, Harthuensch, Hartuensch, Heinisch, Heinish, Heinsch, Heinschen Weiss, Hennische Weiss, Hensch, Heunisch Blanc, Heunisch Weisser, Heunischtraube, Heunish Weiss, Heunsch, Heunscher, Heunschler, Heunschlir, Hinschen, Hinschene, Hintsch, Huensch, Huenschene, Huentsch, Hunnentraube, Hunsch, Hunschrebe, Huntsch, Hyntsch, Issal, Issol, Kleinbeer, Kleinberger, Laxiertraube, Lombard Blanc, Luxiertraube, Mehlweisse, Mehlweisse Gruen, Mendic, Moreau Blanc, Mouillet, Nargouet, Pendrillart Blanc, Petit Gouge, Pichons, Plant De Sechex, Plant Madame, Plant Seche, President, Regalaboue, Riesling Grob, Rous Hette, Roussaou Blanc, Rudeca Saboule Boey, Sadoule Boey, Sadoulo Bouyer, Seestock Grob, Tejer Szozeloe, Thalburger, Trompe Bouvier, Trompe Valet, Verdet, Verdin Blanc, Vionnier, Weisse Traube, Weisser Heunisch, Weissgrobe, Weissheinsch, Weissstock, Weisstock, Wippacher, Zoeld Hajnos.